# Goathland
Goathland är en ort och civil parish  i Storbritannien.   Den ligger i grevskapet North Yorkshire och riksdelen England, i den centrala delen av landet, 300 km norr om huvudstaden London. Goathland ligger 149 meter över havet och antalet invånare är 438.
Terrängen runt Goathland är platt söderut, men norrut är den kuperad. Runt Goathland är det ganska glesbefolkat, med 43 invånare per kvadratkilometer. Närmaste större samhälle är Whitby, 11,9 km nordost om Goathland. I omgivningarna runt Goathland växer i huvudsak blandskog.